# Alban Ivanov
Pour les articles homonymes, voir Ivanov.
Alban Ivanov est un humoriste, comédien et improvisateur français, né le 10 septembre 1984 à Narbonne.

## Biographie

### Jeunesse
D’origine russe, Alban Ivanov est né le 10 septembre 1984 à Narbonne,.
Alban Ivanov est formé à l’improvisation théâtrale par Alain Degois dans la compagnie Déclic Théâtre, il abandonne rapidement les bancs du collège pour se lancer dans la comédie.

### Début sur scènes et à la télévision (2002-2010)
Alban Ivanov fait ses débuts artistiques avec la Ligue d'improvisation des Yvelines en 1997 à Fontenay-le-Fleury. Il rejoint ensuite la troupe Trait d'Union en 2002, puis se produit sur scène dans le duo Not mo Molière de Djemel Barek en 2005, puis dans Famille de stars en 2006 et L'Avare de Molière en 2008.
En parallèle, il apparaît dans des films publicitaires pour AOL, Bouygues Telecom et Eco-Emballages, dans les séries télévisées Âge sensible (2002), L'Instit (2003), Franck Keller (2004), Central Nuit (2004), Ma terminale (2004), Kali (2005), SOS 18 (2008), et dans les téléfilms Un été amoureux (2002), L'Un contre l'autre (2004) et Trois femmes… un soir d'été (2005).
Dès 2004, il apparaît à l’affiche de nombreux collectifs (comme Les Soirées Cecilia ou La Famille), s’exerce à la comédie de boulevard aux côtés de Brigitte Fossey et de Philippe Khorsand (Famille de stars) et joue des sketches sur des scènes de l’humour parisien (Le Gymnase, Le Bataclan, Les Blancs Manteaux, le Casino de Paris, l'Olympia, Le Réservoir, Le Prenzo).
En 2008, il devient le héros d’une mini-série humoristique sur France 4, Dur dur d’être le fils de…, dans laquelle il moque les célébrités. Cette même année, Grand Corps Malade lui confie le rôle de maitre de cérémonie et entertainer dans le cabaret urbain Ça peut chémar sur Canal+, aux côtés d’artistes tels qu'Oxmo Puccino, Charles Aznavour ou Soprano.
Ses interprétations décomplexées sont rapidement remarquées par Jamel Debbouze qui lui confie, dès la rentrée 2009, l’animation hebdomadaire de la scène ouverte du Jamel Comedy Club et celle des Jam Sessions (où il accueille des stars telles que 50 Cent ou Mika). La même année, en binôme avec Issa Doumbia, il devient présentateur vedette sur Canal Street, la chaine des cultures urbaines du Groupe Canal+, pour laquelle il écrit et interprète de nombreux sketches.

### Premiers rôles au cinéma et spectacles (2011-2016)
En 2011, Alban Ivanov fait de multiples apparitions à la télévision (notamment le SAV des émissions d’Omar et Fred et Bref) et signe pour un premier rôle au cinéma dans Les Mythos, où il incarne l'idiot des trois copains de banlieue devenus gardes du corps d'une jeune héritière belge. Il fait ainsi équipe avec Ralph Amoussou et William Lebghil autour de Stéphanie Crayencour.
En 2012, il joue son tout premier one-man-show, baptisé Alban Ivanov et les autres.
Variant les supports, Alban Ivanov connaît le succès en 2015 avec son one-man-show déjanté Élément perturbateur, où il s'amuse des difficultés du quotidien en interprétant des personnages infréquentables. La même année, il participe à La Petite Histoire de France créée par Jamel Debouzze. Dans ce programme revisitant avec humour plusieurs moments clés de notre Histoire, l'humoriste campe François d'Arc, cousin de Jeanne d'Arc.
Il enchaîne les petits rôles, dans La Marche (2013) avec Jamel Debbouze et Charlotte Le Bon ou Belle comme la femme d'un autre (2014) avec Audrey Fleurot. Il participe également au clip de Lartiste en featuring avec Awa Imani : Chocolat (2016).
En 2016, il intègre l'équipe de chroniqueurs de La Cour des grands, l'émission de l'après-midi d'Alessandra Sublet sur Europe 1.

### Depuis 2017
Son premier rôle important est dans Patients (2017) de Grand Corps Malade d'après son roman, où il joue un aide-soignant irrésistible. On le retrouve peu après dans deux autres grands succès : Le Sens de la fête (2017), de Olivier Nakache et Éric Toledano avec Jean-Pierre Bacri, puis Le Grand Bain (2018) de Gilles Lellouche.
Alban Ivanov a désormais accès aux premiers rôles, comme dans la comédie dramatique Les Bonnes intentions (2018) avec Agnès Jaoui ou la comédie Walter (2019). Et bien sûr dans La Vie scolaire (2019), le deuxième film de Grand Corps Malade et Medhi Idir, avec Zita Henrot. On le revoit dans Hors normes (2019) de Nakache et Tolédano avec Vincent Cassel et Reda Kateb, la comédie policière Inséparable (2019) avec Ahmed Sylla, puis la comédie Une belle équipe (2020) avec Kad Merad et Céline Sallette. Dans Lucky (2020), il partage l'affiche avec Michael Youn et Florence Foresti.
En 2019, il est choisi pour être la voix française de Pumbaa pour le film Le Roi lion avec son ami Jamel Debbouze qui donne sa voix à Timon.
Il est apparu dans la série Jusqu’à l’aube (2020), dans laquelle il vit une nuit blanche dans un monastère hanté.
En 2021, il est à l'affiche de la comédie d'action Le Dernier Mercenaire avec Jean-Claude Van Damme diffusé sur Netflix suivie de Les Méchants.
En 2022, il est à l'affiche de plusieurs longs-métrages : Les Gagnants (13 avril), Les SEGPA (20 avril), Le Médecin imaginaire (27 avril), Les Folies fermières (11 mai), et également La Traversée, comédie qui sort au cinéma le 29 juin. En tout, Ivanov aura joué cette année dans 5 films qui n'auront pas franchi la barre des 400.000 spectateurs . Après Walter, Inséparables et La Traversée, Alban Ivanov retrouve le réalisateur Varante Soudjian pour Challenger (2024). Le comédien incarne un homme qui rêve d’être un grand boxeur. Puis, Jamel Debbouze et Alban Ivanov se retrouvent et doublent à nouveau les personnages hilarants du Roi Lion dans le long-métrage en live action, Mufasa : Le Roi lion (2024). Le duo complice jouera également dans Le Marsupilami, réalisé par Philippe Lacheau, annoncé au cinéma pour le mois de février 2026. 

## Filmographie

### Cinéma
- 2011 : Les Mythos de Denis Thybaud : Nico
- 2011 : Au bistro du coin de Charles Nemes : le conducteur énervé
- 2011 : Les Tribulations d'une caissière de Pierre Rambaldi : Thomas
- 2013 : Né quelque part de Mohamed Hamidi : jeune
- 2013 : La Marche de Nabil Ben Yadir : Militant crypto-Cimade
- 2013 : Belle comme la femme d'un autre de Catherine Castel : John Nelson
- 2014 : N'importe qui de Raphaël Frydman : Arnaud
- 2017 : Patients de Grand Corps Malade et Mehdi Idir : Jean-Marie
- 2017 : Le Sens de la fête d'Éric Toledano et Olivier Nakache : Samy, un serveur
- 2018 : Le Grand bain de Gilles Lellouche : Basile
- 2018 : Les Bonnes intentions de Gilles Legrand : Attila
- 2019 : Walter de Varante Soudjian : Goran
- 2019 : La Vie scolaire de Grand Corps Malade et Mehdi Idir : Dylan
- 2019 : Hors normes d'Olivier Nakache et Éric Toledano : Menahem
- 2019 : Inséparables de Varante Soudjian : Poutine
- 2020 : Une belle équipe de Mohamed Hamidi : Mimil
- 2020 : Lucky d'Olivier Van Hoofstadt : Willy
- 2021 : Le Dernier Mercenaire de David Charhon : Alexandre
- 2021 : Les Méchants de Mouloud Achour et Dominique Baumard : Guy Jordan
- 2022 : Le Médecin imaginaire d'Ahmed Hamidi : Alex
- 2022 : Les Gagnants de Laurent Junca et Azedine Bendjilali : Nicolas
- 2022 : Les SEGPA d'Ali et Hakim Bougheraba[23] : Père Walid
- 2022 : Les Folies fermières de Jean-Pierre Améris : David
- 2022 : La Traversée de Varante Soudjian : Riton
- 2024 : Challenger de Varante Soudjian : Luka
- 2025 : French Lover de Nina Rives
- 2026 : Le Marsupilami de Philippe Lacheau

### Télévision
- 2002 : L'Instit (série télévisée, saison 8, épisode 41 : La Passion selon Paulo de Jean Sagols) : José
- 2002 : Un été amoureux de Jacques Otmezguine
- 2002 : Âge sensible (série télévisée) de Jérôme Rivière
- 2003 : Central Nuit (série télévisée) de Pascale Dallet : Sébastien Durant (crédité comme Alban Ivanoff)
- 2003 : Franck Keller (série télévisée, saison 1, épisode 2 : Secrets d'ados) de Stéphane Kappes et Dominique Tabuteau : Romain
- 2004 : L'un contre l'autre (téléfilm) de Dominique Baron
- 2004 : Ma terminale (série télévisée) de Stéphane Meunier : Yann
- 2005 : Trois femmes… un soir d'été (série télévisée) de Sébastien Grall
- 2008 : SOS 18 (série télévisée, saison 6, épisode 36 : Le Prestige de l'uniforme) de Jean Sagols : un dealer
- 2010 : Kali (série télévisée, épisodes 1 à 3) de Richard Johnson : Alex
- 2011 : Bref (série télévisée) de Kyan Khojandi : le lascar
- 2013 : Roxane, la vie sexuelle de ma pote (série télévisée) : MC Jean Moulin
- 2020 : Jusqu'à l'aube, saison 1 épisode 1 : Le Monastère abandonné : lui-même
- Depuis 2015 : La Petite Histoire de France (série télévisée) : François d'Arc, le cousin de Jeanne d'Arc
- 2023 : Panda de Nicolas Cuche et Jérémy Mainguy : Torres

### Clip
- 2011 : Shalom, salam, salut de Seth Gueko
- 2011 : Fadela de Sniper
- 2016 : Chocolat de Lartiste feat. Awa Imani

### Doublage
- 2011 : Attack the Block : Brewis (Luke Treadaway)
- Seth Rogen dans :
  - Le Roi lion (2019) : Pumbaa (voix)
  - Mufasa : Le Roi lion (2024) : Pumbaa[24] (voix)

## Spectacles
- 2012 : Alban Ivanov est les autres
- 2014-présent : Jamel Comedy Club
- 2015 : Élément Perturbateur
- 2019 : Vedette
- 2024 : Vedette 2.0

## Émissions de télévision
- 2008 : Wesh l'émission
- 2014 : Les people passent le bac
- 2014 : Les Duos impossibles de Jérémy Ferrari (1/2)

- 2024 : LOL : qui rit, sort ! (saison 4) sur Amazon Prime : participation

## Distinctions
- Festival du film de Sarlat 2016 : Prix d'interprétation masculine pour Patients (prix collectif pour l'ensemble des acteurs du film)
- César 2018 : présélection « Révélation » pour le César du meilleur espoir masculin pour Le Sens de la fête
- Globes de cristal 2020 : nomination comme meilleur acteur de comédie pour Inséparables